# Flugunfall bei Umeå
Der Flugunfall bei Umeå ereignete sich am 14. Juli 2019. An diesem Tag stürzte eine vom Flughafen Umeå zu einem Absetzflug gestartete Gippsland GA8 Airvan der Skydive Umeå in einer nahezu vertikalen Fluglage zu Boden und schlug auf der Flussinsel Storsandskär auf, wobei alle neun Insassen starben. Es handelt sich um den schwersten Flugunfall mit einer Gippsland GA8 Airvan.

## Maschine
Bei dem betroffenen Flugzeug handelte es sich um eine 2012 gebaute Gippsland GA8 Airvan aus australischer Produktion mit der Werknummer GA8-TC320-12-178, die zunächst mit dem Luftfahrzeugkennzeichen VH-EZS auf den Hersteller zugelassen wurde. Im Juli 2013 übernahm Skydive Umeå die Maschine  und ließ sie mit dem Kennzeichen SE-MES wieder zu. Das einmotorige Zubringerflugzeug war mit einem Sechszylinder-Boxermotor des Typs Textron-Lycoming IO-540-K1A5 mit 223 kW Leistung ausgestattet. Bis zum Zeitpunkt des Unfalls hatte die Maschine eine Gesamtbetriebsleistung von 1.212 Betriebsstunden absolviert.

## Insassen
An Bord der Maschine befanden sich  acht Fallschirmspringer sowie ein einzelner Pilot, der über 217 Stunden Flugerfahrung verfügte, wovon er 12 Stunden im Cockpit der Gippsland GA8 Airvan abgeleistet hatte.

## Unfallhergang
Auf dem Absetzflug sollten acht Fallschirmspringer auf Flugfläche 130 (in einer Höhe von 13.000 Fuß, etwa 4.000 Metern) aus der Maschine abspringen. Das Loadsheet, das der Pilot erhielt, enthielt keine Angaben zu den Einzelgewichten der Fallschirmspringer oder zur Gesamtmasse der Ladung. Der Pilot war daher nicht in der Lage, mit Hilfe des Loadsheets die Masse und den Schwerpunkt vor dem Flug zu überprüfen oder selbst zu berechnen. 
Das Flugzeug befand sich im Anflug auf den Flughafen und um 14:05 Uhr bat der Pilot um Erlaubnis, die Fallschirmspringer aufgrund der Bewölkung etwas höher absetzen zu dürfen. Die Fluggeschwindigkeit verringerte sich im Zusammenhang mit dem Anflug des Flugzeugs auf den Flughafen.
Etwas mehr als einen Kilometer vom Flughafen entfernt, an dem sich der Absprungpunkt befand, änderte das Flugzeug plötzlich die Flugrichtung nach links und begann schnell in die entgegengesetzte Richtung zu sinken. Anschließend legte das Flugzeug knapp einen Kilometer zurück und sank gleichzeitig 1.500 Meter ab, was einem Sturzwinkel von über 45 Grad entspricht. Das Flugzeug zerbrach in der Luft, da sowohl die Fluggeschwindigkeit als auch die g-Kräfte die zulässigen Werte für das Flugzeug überstiegen. Aus einer Höhe von 2.000 Metern stürzte das Flugzeug nahezu senkrecht mit einer Sinkgeschwindigkeit von rund 60 m/s ab. Alle Insassen blieben im Flugzeug und starben unmittelbar beim Aufprall.

## Ursache
Die Kontrolle über das Flugzeug ging wahrscheinlich aufgrund der niedrigen Fluggeschwindigkeit verloren. Das Flugzeug war hecklastig und der Schwerpunkt verlagerte sich im Flug so, dass die Maschine instabil wurde. Die Aufgabe, in großer Höhe zu einem präzisen Punkt zu navigieren und gleichzeitig mehrere Aktionen gemäß einer Checkliste durchzuführen, verursachte eine hohe Arbeitsbelastung. Die hohe Wolkendichte erschwerte es, den Flug unter sicheren Bedingungen durchzuführen. Der Pilot hatte nur begrenzte Erfahrung sowohl im normalen Flug- als auch im Fallschirmbetrieb. Begrenzte Erfahrungen und Kenntnisse im Fliegen ohne visuelle Referenzen sowie Änderungen des Schwerpunkts im Flugzeug haben wahrscheinlich dazu geführt, dass es für den Piloten unmöglich wurde, die Kontrolle über das Flugzeug wiederzugewinnen.
In der geflogenen Flughöhe könnte der Pilot eine Hypoxie erlitten haben, die seine Fähigkeit, die Maschine zu steuern, beeinträchtigt hätte. Nach Auffassung der Unfalluntersuchungskommission waren die fehlende formale Ausbildung, das Fehlen eines Systems zur Bestimmung des Schwerpunkts und die mangelnde Überwachung des Flugbetriebs ausschlaggebende Faktoren für den Unfall.
Der Umstand, dass keiner der Passagiere abspringen und sich mit dem Fallschirm retten konnte, wurde auf die auftretenden Rotationen und die g-Kräfte zurückgeführt, die während des Absturzes auf die Maschine einwirkten.